# Knebel (plaats)
Knebel is een plaats in de Deense regio Midden-Jutland, gemeente Syddjurs, en telt 600 inwoners (2007).
De plaats ligt in het zuiden van schiereiland Djursland.
- Gemeinsame Normdatei: 7677044-8